# Anders

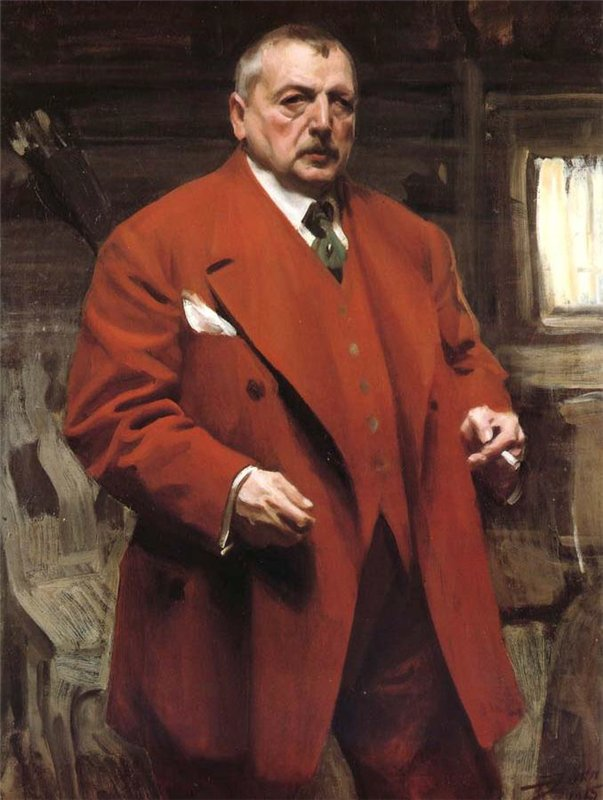
Anders Zorn.

Anders är ett skandinaviskt, företrädesvis svenskt mansnamn. Namnet är en form av Andreas, som i sin tur är ett smeknamn för många namn som börjar på Andro-, som betyder 'människa' eller 'man'.
Formen Anders är tidigast känd från 1378 och blev snart ett mycket vanligt namn i det svenska bondesamhället. Vid mitten av 1900-talet blev namnet ett modenamn och är idag ett av de vanligaste namnen i Sverige. Dock har populariteten sjunkit något de senaste decennierna.
Anders har namnsdag den 30 november, och Andersmäss kallades förr den mässa som då hölls i kyrkorna till minne av aposteln Andreas. Dagen har inom folkloren använts för att spå vädret inför den kommande julhelgen: "Om Anders braskar (är kall) skall julen slaska" och tvärtom.
Den 31 december 2019 fanns det totalt 188 004 personer i Sverige med namnet Anders, varav 77 330 med det som tilltalsnamn. År 2014 fick 11 pojkar namnet som tilltalsnamn.
Namnsdag: i Sverige 30 november, delas med Andreas. I den finlandssvenska namnsdagslängden har Anders namnsdag 30 november sedan starten 1929, då en egen namnsdagskalender togs i bruk för finlandssvenskar.

## Kända personer med namnet Anders som förnamn
- Hellig Anders, präst
- Anders målare, målare
- Anders Martinsson eller Andreas Martini - en tidigare förmodad kyrkomålare under början av 1500-talet, numera identifierad som Örjan målare
- Anders Persson på Rankhyttan, bergsman och lierad med Gustav Vasa under dennes uppror mot unionskungen
- Anders Ahlbom, skådespelare
- Anders Ahlgren, brottare, OS-silver 1912
- Anders Aldgård, regissör
- Anders "Acka" Andersson, ishockeyspelare
- Anders Bagge, kompositör och musikproducent
- Anders Beckman (skådespelare)
- Anders Behring Breivik, terrorist
- Anders Berglund, musiker
- Anders Björck, politiker (M), statsråd, landshövding
- Anders Blomqvist, TV-kommentator, vinnare av Vasaloppet
- Anders Borg, finansminister (M)
- Anders Broddesson, kyrkomålare
- Anders Brännström, generalmajor, arméinspektör, arméchef
- Anders Bure, kartograf
- Anders Burman, skivproducent
- Anders Burström, ishockeyspelare
- Anders Börje, sångare, kompositör och skådespelare
- Anders "Masken" Carlsson, ishockeyspelare, kopia av Svenska Dagbladets guldmedalj 1987
- Anders Celsius, vetenskapsman
- Anders Dahlgren, politiker (C), statsråd
- Anders Danielsson (ämbetsman), landshövding i Västra Götalands län
- Anders Diös, byggentreprenör
- Anders Ehnmark, författare
- Anders Ek, skådespelare
- Anders Ekborg, skådespelare, sångare
- Anders "Lillen" Eklund, tungviktsboxare
- Anders Eljas, kompositör
- Anders Eriksson (revyartist), skådespelare och komiker
- Anders Faager, sprinter
- Anders Fager, författare
- Anders Ferm, politiker (S)
- Anders Emil Ferm, koralkompositör
- Anders Flanking, ämbetsman (c), landshövding i Gotlands län
- Per Anders Fogelström, författare
- Anders Franzén, upptäckare av vraket efter regalskeppet Vasa
- Anders Fridén, musiker
- Anders Frostenson, psalmdiktare
- Anders Fryxell, historiker, ledamot av Svenska Akademien
- Anders Fugelstad, trubadur
- Anders Gernandt, ryttare, TV-kommentator
- Anders Glenmark pop- och rocksångare, skivproducent
- Anders Grönberg, bågskytt, världsmästare 2001
- Anders Grönwall (läkare), medicinsk kemist, läkemedelsforskare, sjukhusdirektör
- Anders Gärderud, löpare, OS-guld 1976, Svenska Dagbladets guldmedalj
- Anders Hallberg, universitetsrektor
- Anders Hedberg, ishockeyspelare
- Anders Henrikson (skådespelare)
- Anders Hylander, gymnast, OS-guld i lag 1912
- Anders Jacobsson, barnboksförfattare
- Anders Johansson, komiker, ena halvan av duon Anders och Måns
- Anders-Per Jonsson, körledare
- Anders Kallur, ishockeyspelare, pappa till Jenny Kallur och Susanna Kallur
- Anders Larsson (brottare), OS-guld 1920
- Anders Larsson (idrottsledare), ordförande i Svenska ishockeyförbundet
- Anders Larsson (skådespelare)
- Anders Limpar, fotbollsspelare, VM-brons 1994, kopia av Svenska Dagbladets guldmedalj
- Anders Lindeberg, teaterman, politisk skriftställare
- Anders Lindbäck (ishockeymålvakt), ishockeymålvakt
- Anders Linder, skådespelare och musiker
- Anders Lindqvist, travkusk och travtränare
- Anders Lundin, programledare
- Anders Lönnbro, skådespelare och regissör
- Anders Möller, musiker
- Anders Nilsson (ishockeymålvakt)
- Anders Nilsson, psalmförfattare
- Anders S. Nilsson, programledare
- Anders Nygren, teolog, biskop i Lunds stift
- Anders Nyström, skådespelare
- Anders Parmström, svensk ishockeyspelare, ledare, TV-kommentator
- Anders Ramsay, finländsk skriftställare
- Anders Carl Rutström, svensk teolog herrnhutare och politiker
- Anders F. Rönnblom, musiker
- Anders Sparrman, botaniker (Linnélärjunge)
- Anders Sundström, socialdemokratisk politiker, statsråd
- Anders Svedlund, äventyrare och oceanroddare
- Anders Svensson, fotbollsspelare
- Anders Szalkai, långdistanslöpare
- Anders Södergren, längdskidåkare, bragdmedaljör 2010
- Anders Söderholm, universitetskansler
- Anders Tegnell, läkare, statsepidemiolog
- Anders Thornberg, rikspolischef, landshövding
- Anders Thornell, länsskattechef
- Anders Thunborg, politiker (S), statsråd
- Anders de Wahl, skådespelare
- Anders Wall, finansman
- Anders Sørensen Vedel, historiker
- Anders Wejryd, ärkebiskop
- Anders Wendin, artist, mer känd som Moneybrother
- Anders Windestam, musiker
- Anders Zorn, konstnär
- Anders Åkerman, kopparstickare, globmakare
- Anders Ångström, astronom, spektroskopist och fysiker
- Anders Öhrwall, dirigent, kompositör, körledare
- Anders Öjebo, röstskådespelare
- Per Anders Örtendahl, generaldirektör för Vägverket

### Fiktiva personer med namnet Anders som förnamn
- Anders, en dräng i sångspelet Värmlänningarna av Fredrik August Dahlgren och Andreas Randel från 1846.[6]
- Anders, pojken i Pär Lagerkvists självbiografiska berättelse Gäst hos verkligheten från 1925.[6]
- Anders And. En seriefigur. Danska varianten på Kalle Anka.

## Personer med namnet Anders som efternamn
- William A. Anders, amerikansk astronaut på Apollo 8.
- Władysław Anders, polsk politiker, general
- Thomas Anders, tysk sångare och kompositör